# Benjamin Lüthi
Benjamin Lüthi 30 november 1988) is een Zwitsers voetballer (middenvelder) die sinds 2006 voor de Zwitserse eersteklasser FC Thun uitkomt. 

2 Abels ·
3 Decarli ·
4 Tobers ·
6 Abrashi ·
7 Ndenge ·
8 Kittel ·
9 Muci ·
10 Morandi ·
11 Schürpf ·
14 Matam ·
15 Seko ·
16 Persson ·
17 Verón Lupi ·
18 Lee ·
19 Choinière ·
20 Maurin ·
21 Mabil ·
22 Schmitz ·
24 Kempter ·
25 Bojang ·
27 Abubakar ·
26 Paskotsi ·
28 Stroscio ·
29 Kuttin ·
50 Seji ·
52 Marques ·
53 Meyer ·
55 Nigg ·
57 Zukaj ·
71 Hammel ·
73 Hoxha ·
77 de Carvalho ·
99 Babunski ·
Coach: Oral